# Idaea illustris
Idaea illustris là một loài bướm đêm trong họ Geometridae.